# Otto Dürr (Karnevalist)
Otto Dürr (* 11. Januar 1929 in Mainz; † 28. November 2011 ebenda) war ein deutscher Mainzer Fastnachter. Dürr trat mit seinem Partner Georg Berresheim 30 Jahre lang, von 1952 bis 1982, als das Putzfrauenduo Fraa Babbisch und Fraa Struwwelich auf. Dürr mimte dabei die etwas plumpere Fraa Babbisch.

## Leben
Otto Dürr war im Zivilberuf Verwaltungsfachangestellter und arbeitete als solcher zunächst in der Mainzer Stadtverwaltung, dann an der Johannes-Gutenberg-Universität Mainz und schließlich als Personalsachbearbeiter beim ZDF. 1965 ging Dürr den Schritt in die Selbstständigkeit und eröffnete eine Künstleragentur.
Dürr und Berresheim waren mit ihrer Darstellung der beiden Putzfrauen so erfolgreich, dass sie auch außerhalb der Fastnachtssaison in diesen Rollen auftraten.